# Суперпрезидентська республіка
Суперпрезидентська республіка — нетипова форма правління, форма державного правління, яка характеризується юридичним та фактичним зосередженням усіх важелів державної влади в руках президента.

## Характеристика
Суперпрезидентська форма правління — це фактично незалежна, неконтрольована на практиці законодавчою, виконавчою чи судовою гілкою влади система державного управління, основною рисою якої є гіпертрофована президентська влада. Ця форма правління, як правило, має на увазі принцип прямих виборів президента виборцями фактично без проміжних органів або інстанцій.
Вона передбачає великі повноваження президента, закріплені в текстах конституцій і реально здійснювані на практиці. Насамперед це повноваження його як глави держави.
У суперпрезидентських республіках статус президента як керівника нації являє собою його безумовне верховенство в системі всіх державних органів.
У таких республіках конституції передбачали:
1) періодичне переобрання глави;
2) довічних президентів, «керівників держави» (було наявним для країн з однопартійною державною системою).
Значно посилюють повноваження президента в суперпрезидентських республіках великі надзвичайні повноваження.
Ці повноваження можуть бути ефективно використані практично в будь-яких ситуаціях, починаючи від міждержавного збройного конфлікту та закінчуючи внутрішніми безладами.
У країнах з такою формою правління виконавча влада, яка очолюється президентом, має верх над іншими гілками влади. Як правило законодавча влада є дуже слабкою, і тому президент має достатньо засобів і методів для тиску на неї.
Положення політичних партій є нестабільним і дуже часто під час військових переворотів їх діяльність буває повністю заборонена. В основному політичні партії в країнах з суперпрезидентською формою правління мають придатковий характер. Щоб контролювати їх дії, вводиться спеціальний адміністративно-поліційний контроль.
І хоча за конституцією баланс влади існує, на ділі домінує президент, і його повноваження значно перевищують повноваження інших гілок влади.
Вперше поняття суперпрезидентської республіки було сформовано на базі латиноамериканської практики систем правління та мало своє використання для досліджень саме цього регіону.

## Правові ознаки суперпрезидентської республіки
Суперпрезидентську республіку характеризують[джерело?]:
- Концентрація всієї повноти влади в руках «сильного» президента, який у таких випадках може бути не тільки главою держави, а й главою виконавчої влади, лідером панівної політичної партії.
- Фактично нічим не обмежене право президента розпустити парламент.
- Право президента призначати на посаду та звільняти з посади керівників місцевих адміністрацій, суддів.
- Право президента вводити на власний розсуд режим надзвичайного та воєнного стану.
- Практична неможливість відмови президента від посади.
- Деформація або повна відсутність системи «стримувань» і «противаг», яка є обов'язковою умовою балансу законодавчої, виконавчої та судової влади.
- Орієнтація всіх державних структур на чолі з президентом на встановлення монократичного режиму, при якому відсутня справжня демократія, а права і свободи громадян мають формальний, а нерідко і фіктивний характер.

## Класифікація та види суперпрезидентських республік
Деякі дослідники класифікують суперпрезидентські республіки на три види:
1. Президентсько-монократична республіка — форма державного правління, за якої президент очолює єдину дозволену в країні партію, яка є носієм офіційно проголошеної та обов'язкової державної ідеології (переважно країни Африки у XX ст. — Гана, Гвінея, Конго в 1965—1997 рр.).
2. Президентсько-мілітарна республіка — форма державного правління, що встановлюється в результаті військового перевороту з проголошенням його керівника главою держави (Чилі в 1973—1990 рр.).
3. Президентсько-партократична республіка — різновид президентської республіки в країнах із соціалістичною ідеологією, де президент обирається вищим органом єдиної в державі панівної партії (Ангола, Бенін, Конго, Мозамбік)

## Негативні риси
Негативними рисами суперпрезидентської форми правління вважають[джерело?]:
- Неможливість встановлення демократичного ладу.
- Наближення до монархічного строю.
- Велика залежність від однієї особи.
- Не завжди справедлива діяльність усіх гілок влади (в тому числі судової).
- Слабкий партійно-політичний розвиток.
- Можливість зловживання владою.

## Країни з суперпрезидентською республікою
До країн з суперпрезидентською республікою належать країни Латинської Америки ХІХ ст., Африки та країни пострадянського простору. Але у процесі розвитку суспільства ці країни пережили зміни щодо правлячих форм. Із суперпрезидентських у президентські республіки перетворилися: Гватемала, Гондурас, Домініканська Республіка, Колумбія, Коста-Рика, Мексика, Нікарагуа, Панама, Парагвай, Перу тощо. З Африки перетворення зазнали: Зімбабве, Замбія, Малі, Гвінея, Гана, Республіка Конго тощо. Прикладами країн пострадянського простору, які змінили суперпрезидентську республіку на іншу форму правління є: Туркменістан — президентська республіка з однопартійною системою; Казахстан — президентська республіка, Білорусь — напівпрезидентська республіка[джерело?].
Проте на практиці деякі вчені[які?] вважають, що Росія та Білорусь, незалежно від статей конституцій цих держав, є замаскованими суперпрезидентськими республіками. Таких висновків вони прийшли дивлячись на взаємодію голови держави з іншими гілками влади (виконавча влада на чолі з президентом складає добре налагоджену деталь державного апарату в той час, коли законодавча та судова гілки зазнають впливу та не мають розвиненого характеру)[джерело?].